# Przylasek Rusiecki

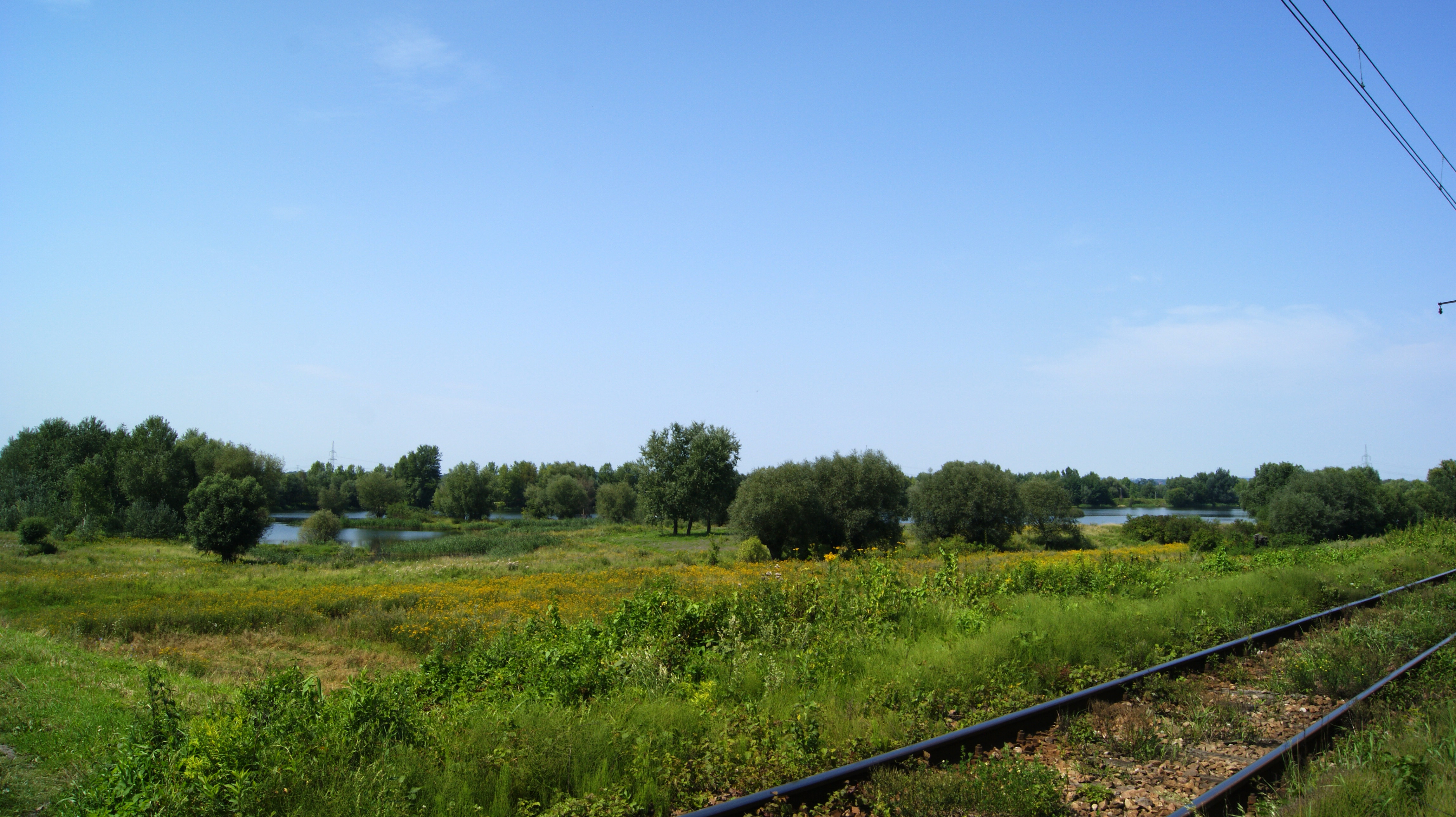
Stawy w Przylasku Rusieckim

Przylasek Rusiecki – obszar Krakowa wchodzący w skład Dzielnicy XVIII Nowa Huta a znajdujący się w jej wschodniej części.

## Historia
Wieś powstała na terenie wykarczowanego lasu należącego do Ruszczy. Pierwsze informacje o istnieniu wioski Las Rusiecki pochodzą z 1782. Przez wieki stanowiła ona kolejno własność rodzin: Branickich, Badenich i Popielów. W 1973 miejscowość została przyłączona do Krakowa.
W Przylasku znajduje się kilkanaście zbiorników wodnych, powstałych po zalaniu wyrobisk żwirowni. Nad jednym z nich znajduje się plaża z kąpieliskiem, zmodernizowanym w 2021, a pozostałe to tereny wędkarskie.